# Penisola Williamson

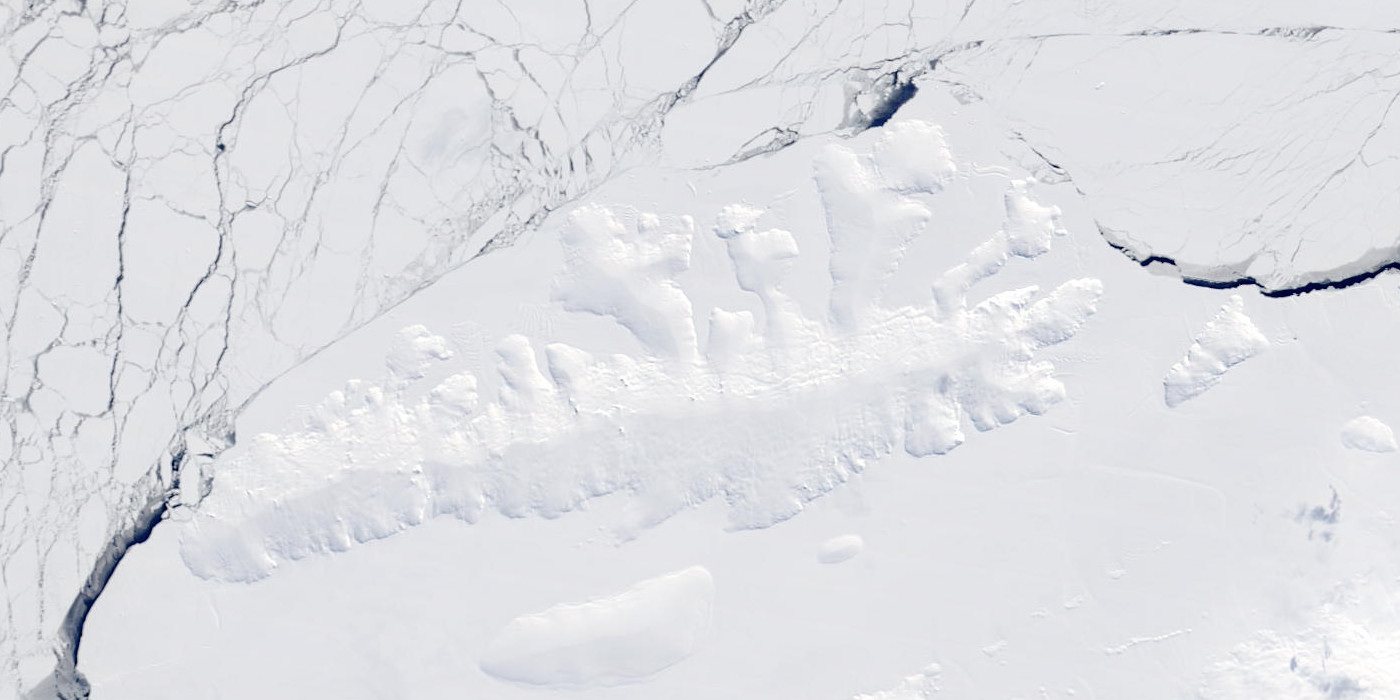
Un'immagine satellitare dell'isola Thurston.

La penisola Williamson è una penisola completamente coperta dai ghiacci situata sull'isola Thurston, al largo della costa di Eights, nella Terra di Ellsworth, in Antartide. Questa penisola, che si allunga verso sud-ovest nel mare di Bellingshausen per circa 18 km, si trova in particolare nella parte centrale della costa meridionale dell'isola, tra la cala di Schwartz, a ovest, e la cala di O'Dowd, a est, e le sue coste sono completamente circondate dai ghiacci della piattaforma glaciale Abbot.

## Storia
La penisola Williamson fu scoperta durante ricognizioni aeree effettuate nel dicembre 1946 nel corso dell'operazione Highjump e fu del tutto mappata nel febbraio 1960 durante voli in elicottero partiti dalla USS Burton Island e dalla USS Glacier e svolti su quest'area nel corso di una spedizione di ricerca della marina militare statunitense nel mare di Bellingshausen, infine fu così battezzata dal Comitato consultivo dei nomi antartici in onore del tenente comandante H. E. Williamson, ufficiale medico a bordo della nave appoggio idrovolanti USS Pine Island, facente parte della squadra orientale dell'operazione Highjump.